# Tagline
Uma tagline é uma variação de um slogan de marca. Geralmente é utilizado em materiais e anúncios. Em português, podemos dizer que a tagline é o mote, ou teaser, da marca ou produto.
A ideia por trás do conceito é criar uma frase marcante que será uma referência para a marca ou produto (um filme por exemplo), ou ainda que reforçará a memória do público-alvo do produto. Alguns desses motes são tão bem sucedidos que tornam-se parte da cultura popular.
No contexto da informática, taglines eram mensagens que vinham ao final das mensagens enviadas para BBSs ou que são acrescentadas no rodapé das mensagens de e-mail.